# روبرت ويليام دي سوزا ريبيرو
روبرت ويليام دي سوزا ريبيرو (9 مايو 1992 بباهيا في البرازيل - ) هو لاعب كرة قدم برازيلي في مركز الهجوم. لعب مع كييفو فيرونا ونادي ليتشي ونادي مادوريرا.

## وصلات خارجية
- روبرت ويليام دي سوزا ريبيرو على موقع Soccerway.com (الإنجليزية)